# زاوية أسقفة

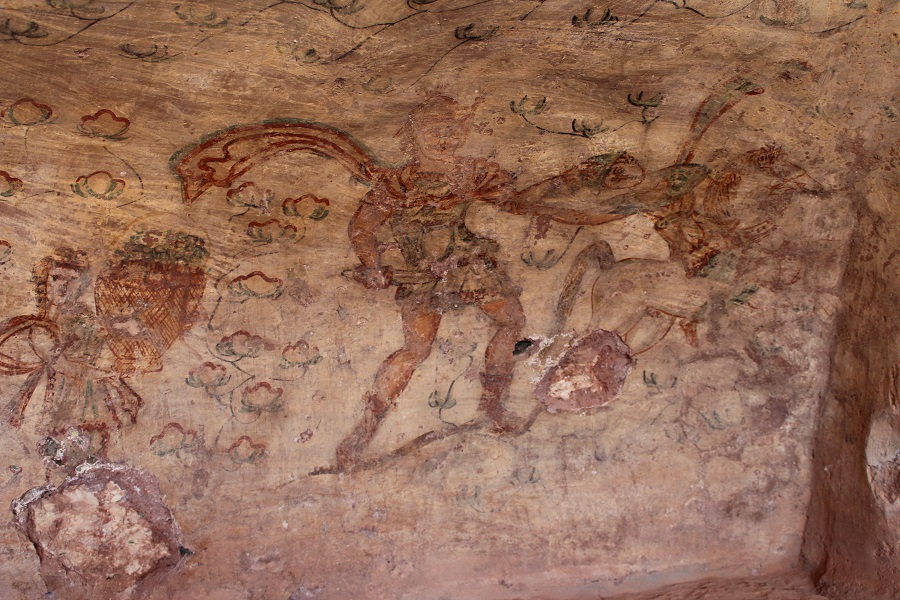
لوحة على جدران المقبرة

زاوية أُسقفة هو بقايا مقبرة أثرية رومانية أو سرداب للموتى محفورة في الصخر في ليبيا. ويعتقد أنها تعود لبداية القرن الثاني أو الثالث الميلادي وقد زُخرفت بالرسومات الجدارية الملونة. وتقع في منطقة تحمل نفس الاسم بالقرب من بلدة الأبيار وقرية المليطانية شرقي بنغازي.
يقع الموقع على هضبة تكثر فيها الكهوف الطبيعية.

## وصف المقبرة
اكتشفت عام 1924، وكان رئيس مصلحة الآثار الليبية حينها الإيطالي جاكومو كابوتو أول عالم آثار زارها في عام 1939 وقام بتوثيقها وإجراء ترميمات لبعض رسومها.
المقبرة عبارة عن كهف طبيعي استغله النحات كمقبرة عائلية. حيث أن اسم صاحبها مكتوب على الجدران وللمقبرة باب ومن ثم عدة درجات تقودك إلى باحتها حيث توجد بها خمس كوات (حجيرات صغيرة) هي عبارة عن مدافن.
سقف المقبرة تزينه زخرفة من الفريسكو الروماني بأشكال معينات ومستطيلات ومثلثات بداخلها زخارف نباتية وانسانية.
كوة الدفن على شكل نصف دائرة بطول مترين وعمق 40 سم، وهي مزينة بزخارف ذات رسوم نباتية وأغصان متشابكة وزهور صفراء وحمراء،
الكوة الثانية يظهر بها شخصان امرأة ورجل فيما يحيط بهما 4 أشخاص يحملون إليهما الطعام ويقدمونه إليها.
يوجد حيز بين الكوتين الأولى والثانية به رسم مشهد شاب يحمل سيفاً ويشد فتاة ليذبحها، وتوضح الكتابة التي تعلو الرسم هوية الشخصين، فالشاب يعتقد أنه يمثل نيوبتوليموس والفتاة بولكسينا ابنة بريام ملك طروادة ويفسر باكيللي المشهد بأنه قتل بوليكسينا من قبل نيوبتوليموس ابن آخيل وفقا لتوصية والده الذي طلب أن يضحى بها على قبره.
الكوة الثالثة رُسم عليها ثلاث فتيات ويعتقد أنهن المعروفات باسم السيرينيات في المثيولوجيا الإغريقية. والحيز الفاصل بين الكوتين الثانية والثالثة يمثل مشهد بحري به قارب كبير به أشرعة يحمل 6 أشخاص.
الكوة الرابعة بها زخارف نباتية فيما الكوة الخامسة مزينة برسومات للنباتات والورود.